# Mansfeld (família)
Mansfeld (Família alemanya de comtes de l'antic castell i comtat del seu nom.)

## Història
Fou el fundador de la dinastia Hoyer I de Mansfeld (també anomenat Hoyer el Vell), súbdit de l'emperador Enric V. El 1113 va vèncer els comtes del Palatinat Sigfrid Wiprecht de Groitzsch i Ludwig der Springer (Luis el Saltador) prop de Warnstedt i mort el 1115 a la batalla de Welfesholz contra els saxons, lluitant en singular combat amb Wiprecht de Groitzsch, fill menor de Groitzsch. Aquest personatge se li celebra en cants populars i tradicions. Els dos néts d'Hoyer, Ulrico i Burkhard, formen dues branques de la mateixa família, morint el primer al segle XIV, i quedant l'altre com a únic representant de la raça, amb dues filles. Per casament d'una d'ells, Sofia, amb Burkhard de Querfurt (1219), les possessions del seu pare van passar a la branca de querfurt, i el fill de sofia, Burkhard (I), que també va ser burgrave de Magdeburg, va quedar com a únic descendent de les dues famílies Mansfeld- Querfurt (1264).
Albrecht VII, von Mansfeld (també III i IV), comte de Mansfeld-Hinterort (nascut el 18 de juny de 1480 a Leipzig; mort el 4 de març de 1560 a Neue Hütte a Leutenberg) va ser un noble que va ser important, més enllà del comtat de Mansfeld per la seva defensa de la Reforma. Els privilegis de la noblesa van quedar abandonats al segle XV i el comtat de Mansfeld va quedar feu en part de Kursachsen i en part de Magdeburg i Halberstadt. Diverses vegades va ser el patrimoni objecte de particions, els hereus de les quals són els de 1475. Albrecht era llavors el fundador de la branca anterior i Ernst el de la branca posterior. Aquesta última se subdividia de nou en línia intermèdia o de Schraplau i posterior, de la qual la primera acaba el 1567 i l'altra el 1666.
De les sis branques col·laterals en què se subdividia la branca anterior, la més llarga és la de Bornstadt, que en 1600 va ser elevada a la categoria de principat.
Acaba el 1780 amb Joseph Wenzel, príncep de Fondi i comte de Mansfeld, gentil-home de càmera. Els feudataris de Mansfeld, a causa de les seves pròpies culpes, ja al segle XVI són segrestats pels senyors feudals, cauen en les seves 3/5 parts en mans de l'Elector de Saxònia i en els seus 2/5 a Prússia, i els béns alodials a Bohèmia, però per casament de la germanastra de Joseph Wenzel i la seva entrada a la família Colloredo, va prendre aquesta l'ús de les armes de Mansfeld, anomenant-se en endavant "Colloredo-Mansfeld". Albrecht', comte (1480-1560), juntament amb el seu germà Gebhard, va abraçar la Reforma el 1519, i va prendre part en tots els actes importants del seu temps, com són les assemblees de Esmalcalda (1530 i 1537) i Colònia. Durant la Guerra d'Esmalcalda va ser proscrit i desposseït de les seves possessions, passant a Albrecht a Brema, on va vèncer el 1547 a l'exèrcit imperial, manat per Erich II de Brunswick. Més tard es va distingir a la defensa de Magdeburg. El seu fill Vollrad von Mansfeld va prendre part a les guerres d'Alemanya, combatent al capdavant de les tropes alemanyes enviades a França en auxili dels hugonots, especialment en la Batalla de Moncontour el 1569, i mort el 1578.
Peter Ernst I von Mansfeld, comte, més tard príncep de Mansfeld (1517-1604) mort a Luxemburg, fill novè del comte Ernst, mort el 1532, i fundador de la branca belga del Heldrungen, va entrar a la cort de Ferran I, i va acompanyar el 1535 a Carles V en la seva campanya contra Tunísia, distingint-se el 1543 al setge de Landrecies. El 1545 fou nomenat per l'emperador lloctinent del ducat de Luxemburg i del comtat de Chiny; el 1551 va caure ferit i presoner a França, fins a ser rescatat el 1557. En començar la revolució dels Països baixos, va romandre fidel al rei Felip, manant el 1566 les tropes de Brussel·les, el 1567 a Anvers, va barallar el 1569 amb 5.000 homes auxili del rei de França, distingint-se en Moncontour, va ser després general de l'exèrcit espanyol i introduït per Requeséns al Consell Superior d'Estat. Va posar setge a Maastrich el 1579, prenent la plaça; va batallar també victoriosament a Geldern, Hennegau, Artois i altres províncies, apoderant-se en 1588 de la ciutat de Wachtendonk. Elevat a príncep el 1594, va acompanyar el gran duc Albrecht a Picardia i al Setge de Calais (1346).
Karl von Mansfeld, fill de Peter Ernst I von Mansfeld, nascut el 1543 i mort a Komorn el 1595; va ser educat a França, fent-hi les seves primeres armes; al regnat de Felip II de Castella va ser general i almirall de l'esquadra holandesa, i auxiliat per tropes espanyoles va passar a Hongria, aconseguint en 1595 la victòria de Gran.
Peter Ernst II, conegut generalment per Ernst de Mansfeld, un dels més agosarats capitosts de la guerra dels Trenta Anys, Luxemburg (1580 - 1626), fill il·legítim de Peter Ernest i de l'holandesa Ana van Beortzerath, va batallar amb el seu germà Carlos a Hongria, distingint-se al servei d'Espanya al Setge d'Oostende (1601-1604). En començar la lluita de successió de Jülich-Cleve (1609), va entrar al servei del gran duc Leopold, fent-se témer per les seves correries i saquejos. Vençut i presoner a Shleiden (1610), no va ser rescatat per Leopold malgrat les seves anteriors promeses, per la qual cosa es va passar amb les seves tropes al partit de la Unió. Enviat el 1613 en auxili del duc Carles Manuel I de Savoia, va lluitar contra els espanyols; en 1617 va passar a Alemanya a reclutar noves tropes, va ingressar com a general d'artilleria i coronel d'un regiment d'infanteria al servei dels revolucionaris bohemis, sent per aquesta causa bandejat per l'emperador. Després de la capitulació de Pilsen en 1620, a la qual va contribuir, va reunir les restes de l'exèrcit bohemi, juntament amb tropes disperses angleses i del Palatinat, es va mantenir fins a tardor de 1621 a l'Alt Palatinat, va dirigir-se després al Rhin, va alliberar a Frankenthal, assetjada pels espanyols, i va fer irrupció al bisbat de Speyer. Va lluitar victoriosament contra Tilly i Gonzalo de Córdoba, va imposar contribucions de guerra i va establir les seves casernes d'hivern a Hagenau, prop de Wiesloch. Després d'unir-se amb Cristian de Brunswick, derrotat a Höchst en 1622, van entrar ambdós cabdills al servei dels Estats generals, mentre el comte palatí Federico es rendia, dirigint-se cap als Països Baixos espanyols, i caient les seves forces sobre les del príncep Moritz de Grania. Enviat pels Estats Generals a la Prússia Oriental a castigar el comte Enno per la seva intel·ligència amb els espanyols, es va apoderar Mansfeld de totes les seves places fortes, agafant fins i tot presoner a Enno. El 1623, va reunir una important suma de diners i va llicenciar a les seves ja mig dissoltes tropes. Va marxar a Londres, sent molt ben rebut i esplèndidament recompensat pel rei. Al capdavant de 12.000 homes reclutats a Anglaterra, va passar de nou al continent el 1625, operant als Països Baixos ia l'Elba Inferior. En començar la guerra de la Baixa Saxònia, va sortir Mansfeld de les seves casernes d'hivern, prop de Lübeck, va deixar caure sobre Aulvalt i va atacar Wallenstein en les seves possessions del pont de Dessau, sent derrotat completament. Ràpidament va poder reclutar a la Marca de Brandenburg un altre exèrcit de 12.000 homes, sostingut per subsidis francesos, es va atreure Juan Ernesto (el Jove), de Weimar, amb 5.000 homes, dinamarquesos, i va sortir de la seva caserna general de Havelberg per caure a terres de l'Emperador i fer separar Wallenstein de l'exèrcit principal de la Baixa Saxònia. Va continuar la seva marxa a través de Silèsia, estretament perseguit per l'enemic, dirigint-se a Moravia i Hongria, on es va reunir amb Gabriel Bethlen de Siebenbürgen, però com aquest fes les paus amb l'emperador, es va dirigir a Venècia, travessant el territori turc, i li va sorprendre la mort a Racovita, lloc de la Bòsnia, prop de Sarajevo, El seu cos va rebre sepultura a Split.